# The Great Old Ones
The Great Old Ones est un groupe de post-black metal français originaire de Bordeaux. Le nom du groupe fait référence aux Grands Anciens de la mythologie lovecraftienne.

## Biographie

### Débuts (2009-2012)
Benjamin Guerry commence à composer seul en 2009 et, lorsqu'il a suffisamment de morceaux pour un album, cherche des musiciens avec qui l'enregistrer. Jeff Grimal est le premier à le rejoindre, rapidement suivi de Léo Isnard. X.G. et Sébastien Lalanne, recrutés par petite annonce. La formation comporte trois guitaristes (Benjamin, Jeff, et X.G.), dont deux chanteurs principaux (Benjamin et Jeff), ce qui n'est pas fréquent parmi les groupes de metal.
Le groupe est constitué fin 2010,, et le premier album, Al Azif, sort le 27 avril 2012 sur deux labels : Antithetic Records aux États-Unis qui distribue les versions vinyle et digipack de l'album, et Les Acteurs de l'Ombre pour l'Europe qui distribue la version standard. Le nom de l'album fait référence à l'ouvrage du Necronomicon également appelé "Al Azif" et écrit par Abdul Al-Hazred.

### Tekeli-Liet reconnaissance (2012-2015)
Le groupe commence à tourner dans des petites salles.
L'album Tekeli-Li sort le 16 avril 2014. L'album parle du court roman Les Montagnes hallucinées, qui se passe en Antarctique. Le titre fait référence aux cris poussés par des oiseaux dans le livre, que Lovecraft a repris du roman Les Aventures d'Arthur Gordon Pym d'Edgar Allan Poe.
La tournée suivant la sortie de Tekeli-Li permet au groupe de se produire au Motocultor, en Italie, en Autriche, ainsi qu'au Hellfest et deux fois en première partie de Behemoth.

### Évolutions (depuis 2016)
En 2016 le groupe change de label et quitte Les Acteurs de l'Ombre pour rejoindre Season of Mist. Ce changement est motivé par la volonté de trouver davantage de dates de concerts et de faire grandir le groupe.
Un turnover s'effectue, X.G. décide de quitter le groupe, il propose Aurélien Edouard pour le suppléer sur quelques concerts et, finalement, reste définitivement dans le groupe. Sébastien Lalanne est remplacé par Jérôme Charbonnier à la basse , que Benjamin Guerry connaissait d'un précédent groupe.
L'album EOD - A Tale Of Dark Legacy sort le 27 janvier 2017 avec Season of Mist. L'album imagine une suite à la nouvelle Le Cauchemar d'Innsmouth, racontant l'histoire d'un descendant de Robert Olmstead (le protagoniste de la nouvelle) qui reviendrait à Innsmouth pour comprendre qu'il y a vécu. L'acronyme EOD fait référence à l'Esoteric Order of Dagon, un ordre occulte apparaissant dans la nouvelle.
En janvier 2018, Jeff Grimal met fin à son aventure avec TGOO pour se concentrer sur ses autres projets dans lesquels il joue, Spectrale et Demande à la poussière, ainsi qu'à sa carrière dans l’illustration et la peinture. Il est, dès lors, remplacé par Alexandre Rouleau et Benjamin Guerry reste le seul chanteur lead. Bien qu'ayant quitté le groupe, Jeff reste très impliqué dans les visuels.
L'album Cosmicism sort en octobre 2019 et est très bien accueilli par la critique, cependant, la pandémie de 2020 ne permettra pas au groupe de défendre l'album, seule la tournée française sera maintenue. Le morceau Of Dementia a été clipé par Zev Deans (Portal, Behemoth, Ghost).

### Ciné-concert et nouveau line up (2021-2024)

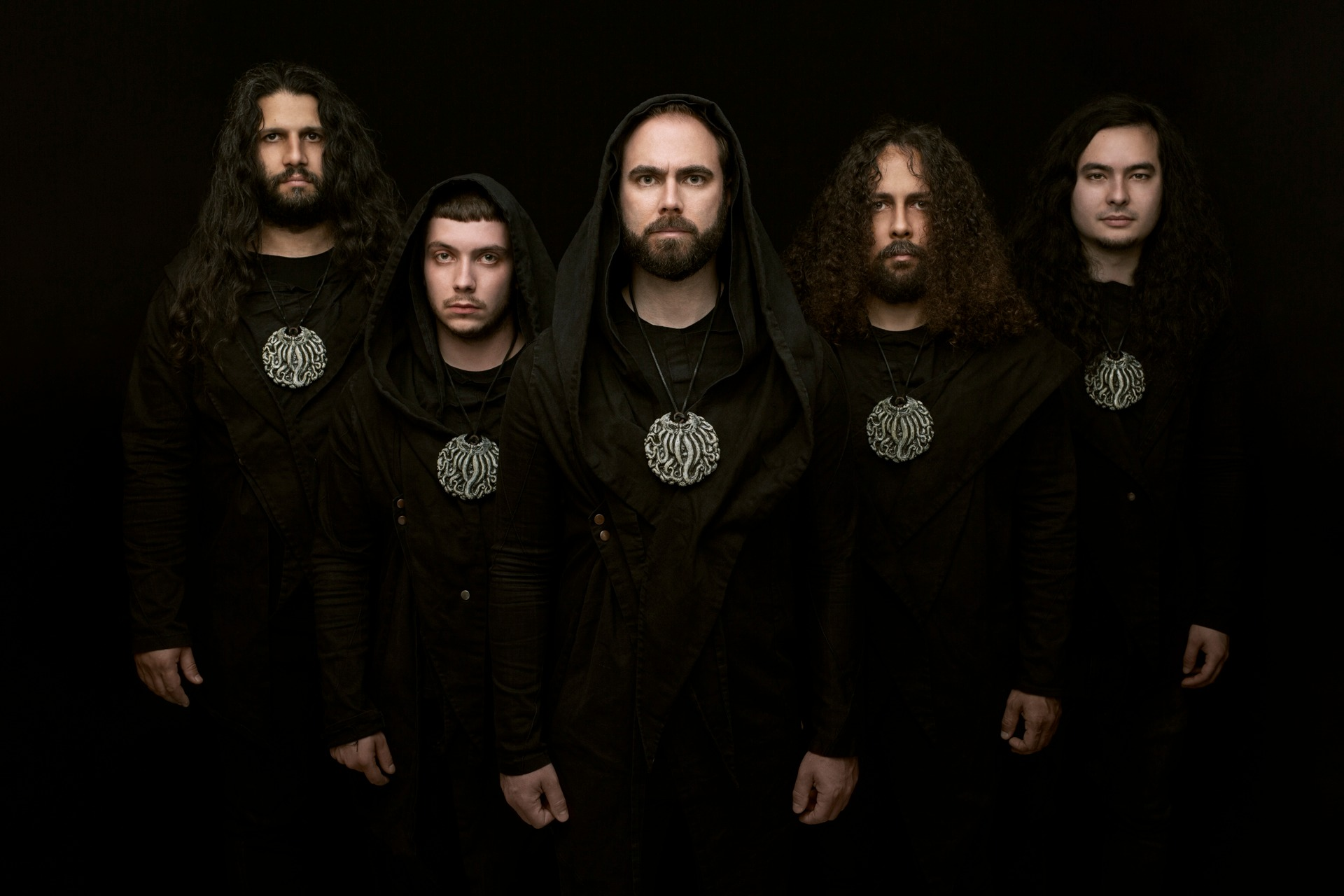
Photo by ©Daphnea Doto / Solweig Wood 2024

En 2021, TGOO voit l'arrivée de Julian Deana à la batterie, Benoît Claus, voulant se consacrant entièrement à Gorod, laisse place à Grégory Vouillat.
Pendant la période du confinement, le groupe se consacre à la réécriture de la B.O du film "The call of Chtulhu", un film muet en noir et blanc produit en 2006 par Sean Branney et Andrew Leman et distribué par la H. P. Lovecraft Historical Society. Le ciné-concertsera joué quelques fois avec une apparition aux 25 ans de Garmonbozia aux côtés de Emperor et Enslaved.
En 2022 The Great Old Ones se produira notamment au Hellfest, au Graspop, à l'Inferno Festival à Oslo, au Motocultor et aux Metaldays en Slovénie.

### Kadath (2025)
Leur cinquième album Kadath sort le 24 janvier 2025 chez Season of Mist, Kadath est inspiré de La Quête onirique de Kadath l'inconnue de H. P. Lovecraft. On y retrouve, sur la version deluxe, une reprise du morceau de Jean-Michel Jarre "Second Rendez-vous". L'artwork de l'album est l'oeuvre de Jakub Rebulka, un artiste polonais qui a signé, avec Romuald Giulivo, "Le dernier jour de Howard Phillips Lovecraft" édité chez 404 Comics.
‘Kadath’ capture le parallèle essentiel de la terreur et de l'émerveillement. Mis en relief par la production immaculée de Francis Caste du Studio Sainte-Marthe, chaque morceau est un mélange de mélodies complexes et d'intensité effrayante.

## Univers Lovecraftien

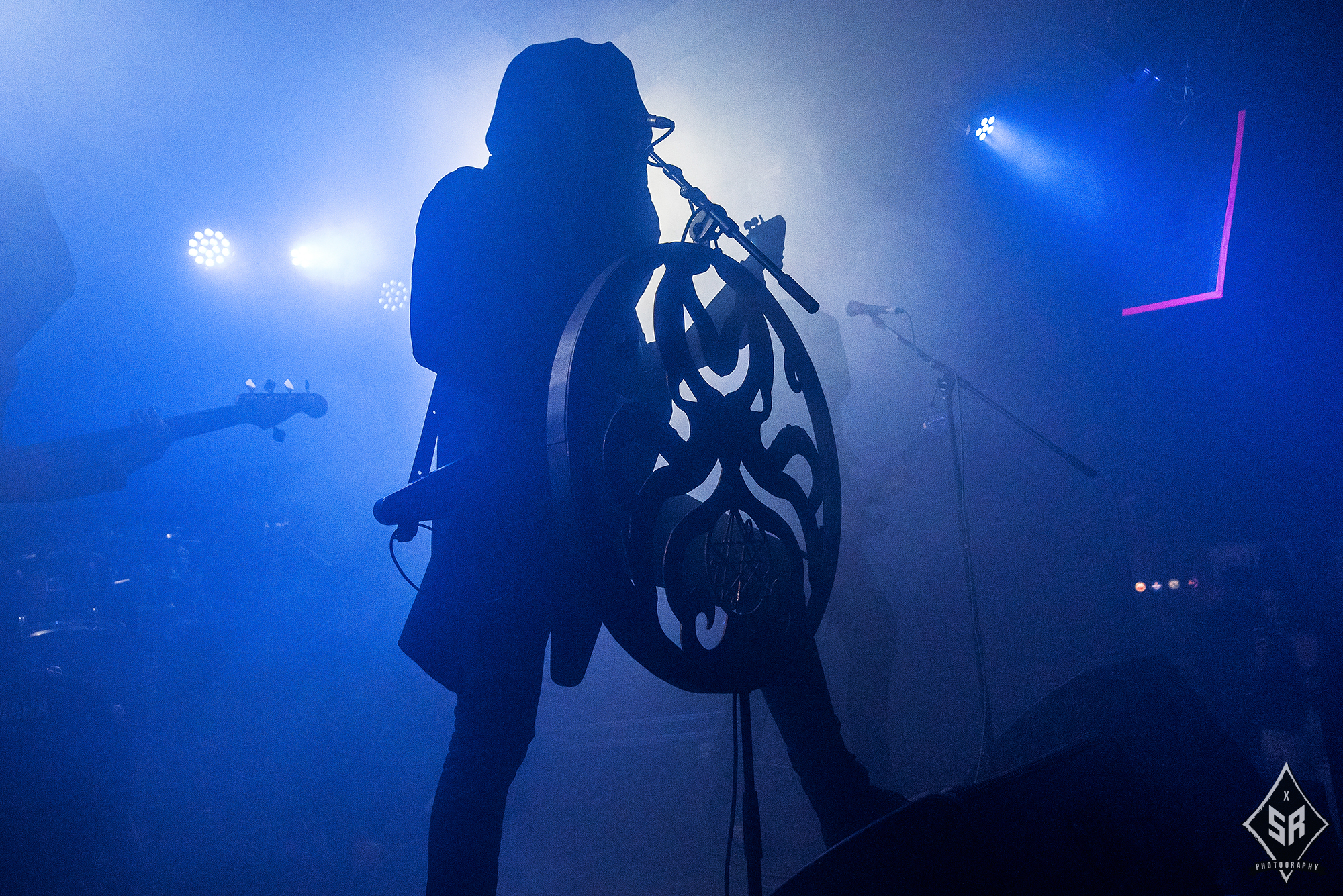
The Great Old Ones live @ Rebellion, Manchester. Photo Credit: Sabrina Ramdoyal Photography

Benjamin Guerry a découvert H. P. Lovecraft par le jeu de rôle L'Appel de Cthulhu à l'adolescence, par un voisin. Il apprécie le jeu, se met à lire les nouvelles et devient fan. En 2018, il affirme toujours collectionner énormément de choses reliées à l'univers d'H. P. Lovecraft.
En 2009, il commence à composer ses premiers morceaux, orientés atmospheric black metal. A ce moment-là, il n'y a pas de groupe ni de thème lovecraftien. Ses productions lui rappellent les émotions qu'il ressentait en lisant les nouvelles de Lovecraft, et c'est ainsi qu'il relie la musique à cet univers.
Depuis, toute la production du groupe intègre l'univers de Lovecraft: dans le thème des paroles, les émotions que le groupe cherche à transmettre par sa musique, les visuels des albums. Une représentation de Cthulhu est présente sur scène pendant leurs concerts, et certains modèles de t-shirt du merchandising reprennent un portrait d'H.P. Lovecraft.

## Style et influences musicales
Le groupe produit essentiellement des morceaux plutôt longs, de 8 à 10 minutes, plutôt sombres, mélancoliques et oniriques, à l'image de la plupart des nouvelles d'H. P. Lovecraft, qui permettent d'instaurer une ambiance et de raconter une histoire
D'après Benjamin Guerry, les principales influences du groupe à ses débuts furent Year of No Light, Wolves in the Throne Room et Cult of Luna, il cite également Emperor, Enslaved, Ulver, Krallice, Deathspell Omega, Blut aus Nord, Empyrium ou Neurosis.

## Membres

### Membres actuels[25]
- Benjamin Guerry - Guitare, chant (2009 - présent)
- Hugo Bernart - Guitare (2024 - présent)
- Aurélien Edouard - Guitare (2016 - présent)
- Grégory Vouillat - Basse (2022 - présent)
- Julian Deana - Batterie (2021 - présent)

### Anciens membres
- Jeff Grimal - Guitare, chant (2010 - 2018[12])
- Sébastien Lalanne - Basse (2010 - 2016)
- X.G. - Guitare (2010 - 2016)
- Léo Isnard - Batterie (2010 - 2021)
- Jérôme Charbonnier - Basse (2016 - 2018)
- Benoit Claus - Basse (2018 - 2022)
- Alexandre Rouleau - Guitare (2018 - 2024)